# Хуан Фернандес (хокеїст на траві)
Хуан Фернандес (ісп. Juan Fernández La Villa, 4 червня 1985) — іспанський хокеїст на траві.
Срібний призер Олімпійських Ігор 2008 року, учасник 2012 року.
Срібний призер Чемпіонату Європи 2007 року.
Переможець Трофею чемпіонів 2004 року, срібний призер 2011 року.